# Distrikt Cocas
Der Distrikt Cocas liegt in der Provinz Castrovirreyna in der Region Huancavelica im Südwesten von Zentral-Peru. Der Distrikt wurde am 18. Januar 1926 gegründet. Er besitzt eine Fläche von 81 km². Beim Zensus 2017 wurden 751 Einwohner gezählt. Im Jahr 1993 lag die Einwohnerzahl bei 972, im Jahr 2007 bei 948. Sitz der Distriktverwaltung ist die 3246 m hoch gelegene Ortschaft Cocas mit 153 Einwohnern. Cocas liegt 6 km westlich der Provinzhauptstadt Castrovirreyna.

## Geographische Lage
Der Distrikt Cocas liegt in der peruanischen Westkordillere südzentral in der Provinz Castrovirreyna. Der Distrikt liegt am Ostufer des nach Süden strömenden Río Chiris, der rechte Quellfluss des Río Pisco.
Der Distrikt Cocas grenzt im Südwesten an den Distrikt Ticrapo, im Westen an den Distrikt Mollepampa sowie im Norden und im Osten an den Distrikt Castrovirreyna.